# Indtastningsenhed
En indtastningsenhed til computere er en enhed, som kan sende information til computeren.
Som regel er det tastatur og mus.
Indtastningsenheder omtales også som HID (Human Input Device), men HID betegner oftest specifikt indtastningsenheder til USB (Human Interface Device).
| Hardware | Spire Denne artikel om computere og anden hardware er en spire som bør udbygges. Du er velkommen til at hjælpe Wikipedia ved at udvide den. |